# Семенівка
Семе́нівка — місто на Чернігівському Поліссі, центр Семенівської міської громади Новгород-Сіверського району Чернігівської області України. Розташоване над річкою Ревною. Населення — близько 5600 осіб (вересень 2023). Деревообробний завод, цегельня, харчова промисловість, торфопідприємство.

## Географія
У місті річка Дрестна впадає у Ревну, ліву притоку Снови.
Поряд із Серединою-Будою Сумської області є найпівнічнішим містом України.

## Історія
Відповідно до історичних документів козацька слобода Семенівка була заснована полковником Стародубського полку Семеном Івановичем Самойловичем у 1680 році і була названа на честь імені засновника.
З дня свого заснування до 1861 року Семенівка була приватною власністю родини Самойловичів та їх нащадків.
З 1648 по 1781 роки слобода Семенівка входила до складу Стародубської сотні Стародубського полку — найбільшої за територією та економічним потенціалом адміністративно-територіальної одиниці Української держави Гетьманської доби.
З 1781 по 1802 роки Семенівка входила до складу Новгород-Сіверського намісництва. З 1802 по 1918 роки — до складу Новозибківського повіту Чернігівської губернії. Під час франко-російської війни тут було сформовано 2-й козацький полк.
Наприкінці 18 століття слобода Семенівка набула статусу волосного центру Семенівської волості. В 1808 році слобода Семенівка набула статусу більш великого населеного пункту — стала містечком Семенівка.
З даними «Списку населених місць Чернігівської губернії, які мають не менше 10 мешканців, за даними 1901 року», «Семенівка містечко, Новозибківського повіту, Семенівської волості, р. Ревна, 7690 чоловіків та 7830 жінок, поліційний наглядач, 4 дільниці земського начальника».
1 грудня 1924 року рішенням Новозибківської уїзної ради містечко Семенівка було віднесено до категорії селища міського типу.
З травня 1919 по квітень 1926 років Семенівка входила до складу Новозибківського повіту Гомельської області Російської Радянської Федеративної Соціалістичної республіки. В квітні 1926 року Семенівка була передана до складу Конотопського округу Української Радянської Соціалістичної республіки, з організацією Семенівського району, як адміністративно-територіальної одиниці.
З 1808 по 1924 роки містечко Семенівка в територіальному плані було розбито на 13 менших за розміром адміністративно-територіальних одиниць — «сотень».
3 15 жовтня 1932 року селище міського типу Семенівка — центр Семенівського району Чернігівської області УРСР.
З 1924 по 1958 роки, в зв'язку з реорганізацією Семенівки з містечка в селище міського типу, було утворено Семенівську сільську раду, проведено територіальне об'єднання «сотень». Семенівка була розділена на 6 мікрорайонів, підлеглих Семенівський сільській раді.
У 1930 році на території Семенівської сільської ради знаходилось 7 населених пунктів. У 1933 році в смт. Семенівка функціонувало 4 ради: Семенівська селищна рада, Комінтернівська, Широкопланівська та Піщанська сільські ради.
Під час організованого радянською владою Голодомору 1932—1933 років померло щонайменше 76 жителів міста.
Рішенням Чернігівського облвиконкому від 31 травня 1958 року смт. Семенівка було віднесено до категорії міст районного підпорядкування, утворена Семенівська міська рада. Селище Семенівка, Комінтернівської сільської ради і села Широкий План і Піщанка, Широкопланівської сільради, були включені до смуги міста Семенівка. До складу Семенівської міської ради увійшли місто Семенівка та села Кути перші та Кути другі.
Під час російського вторгнення в Україну Семенівка постраждала від обстрілів. Так, 21 серпня 2023 року була частково зруйнована будівля міськради.

## Населення

### Національний склад
Національний склад населення за даними перепису 2001 року:
| Національність  | Відсоток |
| --------------- | -------- |
| українці        | 93,82%   |
| росіяни         | 5,38%    |
| білоруси        | 0,44%    |
| інші/не вказали | 0,56%    |

### Мова
Рідна мова населення за даними перепису 2001 року:
| Мова            | Чисельність, осіб | Доля   |
| --------------- | ----------------- | ------ |
| Українська      | 7 529             | 78,81% |
| Російська       | 1 995             | 20,88% |
| Білоруська      | 12                | 0,13%  |
| Вірменська      | 4                 | 0,04%  |
| Румунська       | 3                 | 0,03%  |
| Болгарська      | 1                 | 0,01%  |
| Гагаузька       | 1                 | 0,01%  |
| Інші/Не вказали | 9                 | 0,09%  |
| Разом           | 9 554             | 100%   |

## Пам'ятки
- Мшари — гідрологічний заказник місцевого значення.
- Пенькомочище — гідрологічний заказник місцевого значення.

## Відомі люди
- Будник Василь Сергійович — конструктор космічних ракет, Герой соціалістичної праці.
- Грачов Максим Валентинович (1986—2015) — солдат Збройних сил України, учасник російсько-української війни.
- Йосип Кирилович Каменецький — доктор медицини. Народився у 1750 році в Семенівці. У 1816 році першим серед вітчизняних медиків зайняв посаду лейб-медика Російської імперії. Йосип Кирилович — автор підручника з медицини для медичних навчальних закладів, який витримав протягом 100 років 134 перевидання, в тому числі й грузинською мовою.
- Єресько Павло Іванович — військовий лікар, заслужений лікар України, у 1942 році пробув у відкритому морі 37 днів без їжі та прісної води.
- Кістерний Ігор Миколайович (1987—2017) — старший сержант Збройних сил України, учасник російсько-української війни[11].
- Лагун Микола Іванович (нар. 1973,[12]) — український підприємець, голова наглядової ради та колишній власник Дельта Банку.
- Мусял Іван — український військовик, учасник російсько-української війни[13].
- Новомлинець Олег Олександрович (нар. 1977) — ректор Національного університету «Чернігівська політехніка», доктор технічних наук.
- Павлик Савва Андрійович, 1889 р. н., м. Семенівка Чернігівської обл., українець, із робітників, освіта початкова. Проживав у смт Ромодан Миргородського р-ну Полтавської обл. Чоботар. Заарештований 2 липня 1941 р. Засуджений Особливою нарадою при НКВС СРСР 24 квітня 1943 р. за ст.ст. 54-10 ч. 1, 54-11 КК УРСР до 8 років позбавлення волі. Реабілітований Полтавським обласним судом 29 червня 1959 р.[14]
- Примаков Віталій Маркович — учасник Громадянської війни 1918—1921.
- Сенько Василь Васильович (1921 — 1984) — радянський військовий штурман авіації далекої дії, учасник Другої світової війни, єдиний в історії радянської авіації штурман — двічі Герой Радянського Союзу.
- Страдомський Василь — видатний хірург, герой Кримської війни.
- Хомутов Олександр — доктор хімічних наук. Народився у 1901 році. В середині 30-х років винайшов новий синтетичний матеріал — кирзу, яка стала широко використовуватись у взуттєвій промисловості. Олександр Хомутов по праву вважається «батьком — винахідником» кирзових чобіт. Його винахід допоміг обути у якісне та дешеве взуття Червону Армію напередодні Великої Вітчизняної війни, відмовитись армії від лаптей. І досі кирзові чоботи надійно служать селянам, військовим, будівельникам та представникам багатьох різних професій у всьому світі.
- Шевцова Олена Миколаївна — учителька Семенівського закладу загальної середньої освіти № 1 Семенівської міської ради, заслужений вчитель України[15].

## Галерея
| |  |  |  |  |  |
| Зліва направо: залізничний вокзал, Будинок творчості дітей, 5-поверховий будинок, Алея героїв у міському парку, Червона площа, Казанська церква |  |  |  |  |  |